# Địa khai hóa Sao Kim

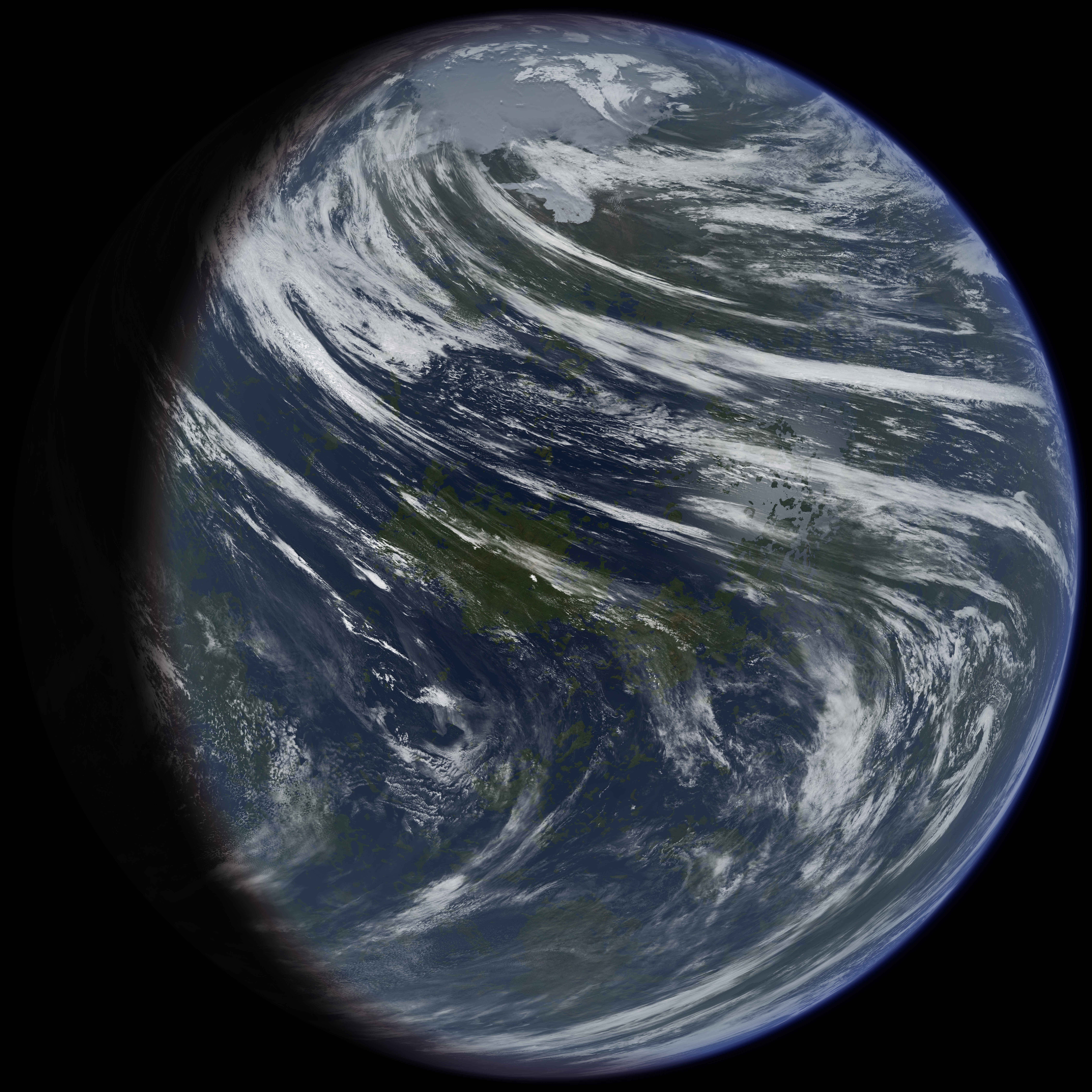
Minh họa Sao Kim đã được địa khai hóa.

Địa khai hóa Sao Kim hay cải tạo Sao Kim là quá trình thay đổi môi trường của Sao Kim sao cho phù hợp với con người. Sự điều chỉnh môi trường hiện tại của Sao Kim để hỗ trợ cuộc sống con người sẽ đòi hỏi ít nhất 3 sự thay đổi lớn trên hành tinh. 3 thay đổi đó là:
- Giảm nhiệt độ bề mặt của Sao Kim—hiện tại nhiệt độ trung bình của bề mặt là 737 K (464 °C; 867 °F),[4] nhiệt độ nóng chảy của chì.
- Loại bỏ lượng khí carbon dioxide và lưu huỳnh dioxide trong bầu khí quyển có áp suất khoảng 9,2 MPa (91 atm) của Sao Kim, bằng cách loại bỏ chúng ra khỏi khí quyển hoặc chuyển đổi sang một dạng khác.
- Bổ sung oxy vào khí quyển.

## Lịch sử của ý tưởng
Poul Anderson, một nhà văn khoa học viễn tưởng, đã đề xuất ý tưởng này trong cuốn tiểu thuyết The Big Rain năm 1954, một câu chuyện về lịch sử tương lai (future history) của The Psychotechnic League.
Trước đầu những năm 1960, bầu khí quyển của Sao Kim được nhiều nhà thiên văn học tin rằng có nhiệt độ giống như của Trái Đất. Khi biết Sao Kim có một bầu khí quyển carbon dioxide dày đặc, tạo nên hiệu ứng nhà kính rất lớn, một số nhà khoa học bắt đầu có ý tưởng thay đổi bầu khí quyển của hành tinh này để làm cho bề mặt Sao Kim giống Trái Đất hơn. Quá trình giả định này, được gọi là địa khai hóa, lần đầu tiên được đề xuất trong bối cảnh học thuật bởi Carl Sagan vào năm 1961, như là phần cuối cùng của bài báo kinh điển của ông trên tạp chí Science, thảo luận về bầu khí quyển và hiệu ứng nhà kính của Sao Kim.